# I passi dell'amore (singolo)
I passi dell'amore è un singolo della cantante italiana Irene Grandi, pubblicato il 10 maggio 2019 come primo estratto dal dodicesimo album in studio Grandissimo.

## Tracce
1. I passi dell'amore – 3:47

## Video musicale
Il videoclip della canzone è stato diretto da Stefano Poggioni.

## Classifiche
| Classifica (2019)         | Posizione massima |
| ------------------------- | ----------------- |
| Italia (airplay italiana) | 38                |